# Anton Fink
Pour les articles homonymes, voir Fink.
Anton Fink, né le 31 juillet 1987 à Dachau en Bavière, est un footballeur allemand, jouant au poste d'attaquant au Chemnitzer FC.

## Carrière
Anton Fink commence le football à l'âge de sept ans, au SC Maisach, pour entrer deux ans plus tard au centre de formation du Munich 1860. Il joue pour le club pendant une dizaine d'années, arpentant les classes de jeunes, puis la section amateur du club. Comme le club ne lui laisse pas sa chance, il change de club, et signe pour le SpVgg Unterhaching, et, claquant but sur but, finit meilleur buteur à la fin de la saison, avec 21 buts inscrits.
Voyant le potentiel de cet attaquant, le club de Karlsruhe le fait signer, et, étant donné que son ancien club avait manqué de peu la montée, il accepte le challenge du club de 2. Bundesliga. Malheureusement, il n'est pas souvent titulaire, et ne parvient pas à rééditer ses exploits de 2008-2009. Son club le prête à Aallen, une division plus bas, pour le relancer, mais ça ne marche pas. Fink score à seulement 6 reprises en 15 matchs.
En janvier 2012, Fink est transféré au Chemnitzer FC, où il tente de se relancer. C'est un pari réussi, pour sa deuxième saison au club, il marque 20 buts et finit meilleur buteur de la saison.

## Statistiques en club
Les statistiques d'Anton Fink en club,.
| Club               | Saison                     | Championnat | Championnat | Championnat | Coupe nationale | Coupe nationale | Coupe nationale | Coupe continentale | Coupe continentale | Coupe continentale | Total | Total | Total |
| Club               | Saison                     | M           | B           | P           | M               | B               | P               | M                  | B                  | P                  | M     | B     | P     |
| ------------------ | -------------------------- | ----------- | ----------- | ----------- | --------------- | --------------- | --------------- | ------------------ | ------------------ | ------------------ | ----- | ----- | ----- |
| TSV 1860 Munich II | Regionalliga Sud 2005-2006 | 7           | 1           | 0           | 0               | 0               | 0               | —                  | —                  | —                  | 7     | 1     | 0     |
| TSV 1860 Munich II | Regionalliga Sud 2006-2007 | 25          | 2           | 1           | 0               | 0               | 0               | —                  | —                  | —                  | 25    | 2     | 1     |
| TSV 1860 Munich II | Regionalliga Sud 2007-2008 | 29          | 6           | 3           | 1               | 0               | 0               | —                  | —                  | —                  | 30    | 6     | 3     |
| TSV 1860 Munich II | Total Munich 1860          | 62          | 9           | 4           | 0               | 0               | 0               | 0                  | 0                  | 0                  | 62    | 9     | 4     |
| SpVgg Unterhaching | 3. Liga 2008-2009          | 38          | 21          | 11          | 1               | 0               | 0               | —                  | —                  | —                  | 39    | 21    | 11    |
| SpVgg Unterhaching | Total Unterhaching         | 38          | 21          | 11          | 1               | 0               | 0               | 0                  | 0                  | 0                  | 39    | 21    | 11    |
| Karlsruher SC      | 2. Bundesliga 2009-2010    | 32          | 8           | 7           | 2               | 0               | 0               | —                  | —                  | —                  | 34    | 8     | 7     |
| Karlsruher SC      | 2. Bundesliga 2010-2011    | 13          | 3           | 2           | 1               | 0               | 0               | —                  | —                  | —                  | 14    | 3     | 2     |
| → VfR Aalen        | 3. Liga 2010-2011          | 15          | 6           | 0           | 0               | 0               | 0               | —                  | —                  | —                  | 15    | 6     | 0     |
| → VfR Aalen        | Total Aalen                | 15          | 6           | 0           | 0               | 0               | 0               | 0                  | 0                  | 0                  | 15    | 6     | 0     |
| Karlsruher SC      | 2. Bundesliga 2011-2012    | 10          | 0           | 0           | 0               | 0               | 0               | —                  | —                  | —                  | 10    | 0     | 0     |
| Karlsruher SC      | Total Karlsruhe            | 55          | 11          | 9           | 3               | 0               | 0               | 0                  | 0                  | 0                  | 58    | 11    | 9     |
| Chemnitzer FC      | 3. Liga 2011-2012          | 17          | 10          | 2           | 1               | 0               | 0               | —                  | —                  | —                  | 18    | 10    | 2     |
| Chemnitzer FC      | 3. Liga 2012-2013          | 36          | 20          | 10          | 1               | 0               | 0               | —                  | —                  | —                  | 37    | 20    | 10    |
| Chemnitzer FC      | 3. Liga 2013-2014          | 14          | 4           | 3           | 0               | 0               | 0               | —                  | —                  | —                  | 14    | 4     | 3     |
| Chemnitzer FC      | Total Chemnitze            | 67          | 34          | 15          | 2               | 0               | 0               | 0                  | 0                  | 0                  | 69    | 34    | 15    |
| Total carrière     | Total carrière             | 223         | 77          | 36          | 6               | 0               | 0               | 0                  | 0                  | 0                  | 229   | 77    | 36    |

## Distinctions personnelles

### AvecSpVgg Unterhaching
- Meilleur buteur de 3. Liga lors de la saison 2008-2009 avec 21 buts.

### AvecChemnitzer FC
- Meilleur buteur de 3. Liga lors de la saison 2012-2013 avec 20 buts.